# Hell's Oasis
Hell's Oasis è un film muto del 1920 diretto da Neal Hart.

## Trama
James Hardy e sua figlia Mary sono due pionieri che fanno parte dell'Esercito della Salvezza. Mentre stanno attraversando il deserto insieme al piccolo Dick e a sua madre, il gruppo viene attaccato da una banda di fuorilegge capitanati da Hawk Allen. I quattro vengono salvati dall'intervento di un cowboy, Bob Spaulding, che poi li scorta fino alla piccola città di Little Hell. Hardy decide di stabilirsi lì e apre la sua sede in una chiesa abbandonata. Ma, Wolf Sims, il proprietario della sala da ballo, vedendo le sue attività minacciate da Hardy, decide di eliminare il nuovo arrivato. Così, una notte, fa incendiare la chiesa e uccidere Hardy.
Dell'incendio e dell'omicidio viene accusato Spaulding, il cui cappello viene trovato sul luogo del delitto. Il cowboy riesce a fuggire, aiutato da Luna, una ballerina e riesce ad arrivare in tempo per salvare Mary, che è stata aggredita da Sims. I due uomini lottano e Spaulding ha la meglio sul suo avversario. Colpito a morte, Sims non solo confessa l'omicidio di Hardy, ma anche di essere il padre del piccolo Dick. Ora Spaulding, insieme a Mary, prende in mano la missione diventando il leader della piccola comunità.

## Produzione
Il film fu prodotto dalla Pinnacle Productions.

## Distribuzione
Distribuito dall'Independent Films Association, uscì nelle sale cinematografiche USA il 1º ottobre 1920.